# 상주 농약 음료수 음독 사건
상주 농약 음료수 음독 사건(尙州農藥飮料水飮毒事件)은 2015년 7월 14일 오후 3시경, 경상북도 상주시 공성면 금계1리의 마을회관에서 7명의 할머니가 전날 초복일에 마시고 남은 사이다를 나눠 마신 뒤, 신음하고 있던 할머니를 마을 주민이 발견하고 병원으로 옮겼으나 그중 2명이 사망한 사건이다.

## 사건 개요
지난 7월 14일 오후 3시, 할머니 6명이 마을회관에서 초복잔치가 끝난 뒤 남은 사이다를 나눠 마시자마자 거품을 토하며 쓰러졌다. 사건이 발생한 직후 각각 상주적십자병원, 김천의료원 등 여러 병원으로 이송되었으나, 사건 이튿날, 김천의료원에 입원 중이었던 할머니가 끝내 사망했다. 사건 발생 나흘째인 지난 7월 18일 새벽, 경북대병원에서 치료 중이던 할머니마저 사망하면서 사망자는 2명으로 늘었다. 그 중 한명만 의식을 되찾아 상태가 호전되고 있다. 나머지 3명은 여전히 중태에 빠졌다.
그리고 7월 17일 용의자로 보이는 80대 할머니가 경찰에 긴급체포되었고, 용의자는 현재 부인을 하고 있다. 그리고 용의자의 집에서 뚜껑이 없는 자양강장제 병이 발견되었으며, 옷과 스쿠터에서도 농약이 검출되었다. 경찰 조사결과 원한 관계로 보고 범행을 저지른 것으로 밝혀졌다.

## 수사와 재판
용의자 할머니는 이후 경찰에 체포되어, 구속영장을 신청하여 대구지방법원 상주지원에서 영장실질심사를 받아 구속되었다.
검찰은 범행 방법이 잔혹하며 대담하고 질이 나쁘다면서 무기징역을 구형했으며, 피고인 박 할머니가 증거가 충분함에도 범행을 부인하고 있고, 피해 회복을 위한 노력도 없었다고 강조했다. 2015년 12월 11일 오후 11시 경, 대구지방법원 제11형사부 손봉기 부장판사는 살인 및 살인미수 혐의로 재판에 넘겨진 박 할머니에게 무기징역을 선고했다. 피고인의 주머니 안쪽 등 다른 사람이 조작했다고 보기 힘든 부분에서 농약이 검출된 점, 쓰러진 할머니들을 보고도 전혀 구조 요청을 하지 않은 점 등을 토대로 유죄로 인정했으며, 5일간 국민참여재판으로 이루어진 재판에서 배심원단 7명 또한 만장일치로 유죄를 인정했다. 피고인이 자신과 엇갈린 증언을 한 피해자들을 공격했고, 불리한 질문에 대해서는 기억이 나지 않는다며 답변을 회피한 점 등이 판단에 영향을 끼쳤다.2016년 박모 할머니는 1심이 불복해 항소를 했으나 대구고등법원제1형사부 이범균 부장판사는 박모 할머니가 고령이자 건강상 지장있는 것은 사실이지만 연쇄살인 위험물에 음료를 탄 증거가 많은 것으로 추정하여 살인 한것을 충분히 정확하다라며 무기징역을 선고했다. 박 할머니의 상고를 대법원이 기각하면서 무기징역이 확정되었고, 현재까지 박 할머니는 교도소에 복역 중이다.

## 사건이 일어나게 된 원인 및 논란
경찰은 이번 사건에서 남은 사이다에서 문제가 있을것으로 보고 수사를 한 결과, 무색 무취의 맹독성 농약성분인 메소밀이 소량으로 검출되어 있다.

누군가가 고의로 살충제를 집어넣고 범죄를 저지른 것으로 보였으며, 더군다나 사이다 뚜껑이 "자양강장제"로 바뀌어 있었다. 박 모할머니는 다른 할머니들이 자신의 험담을 했다고 밝혔다

## 같이 보기
- 청송 농약 소주 음독 사건
- 파라콰트 연쇄독살사건